# گلپر (سرده)
گلپر (نام علمی: Heracleum) نام یک سرده از تیره چتریان است.

## نگارخانه

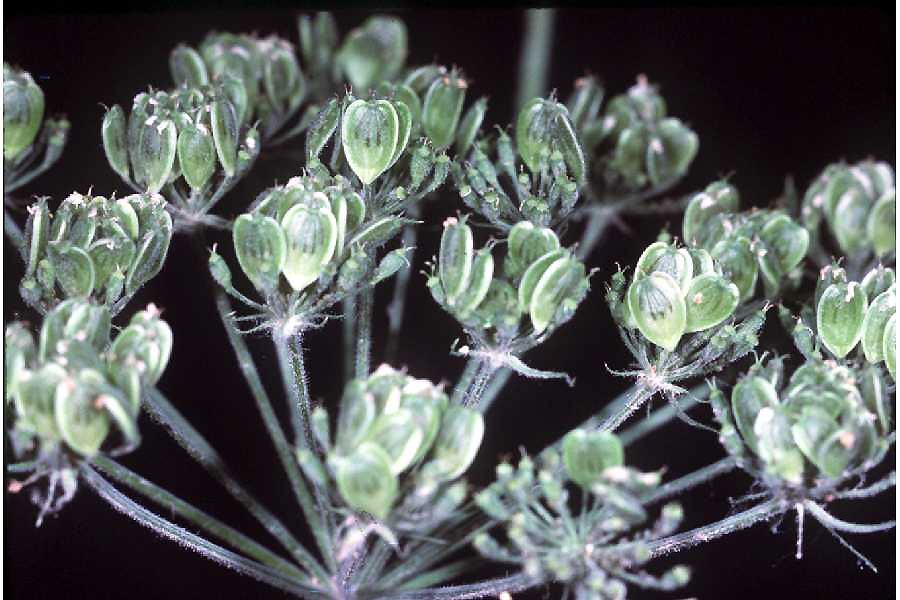
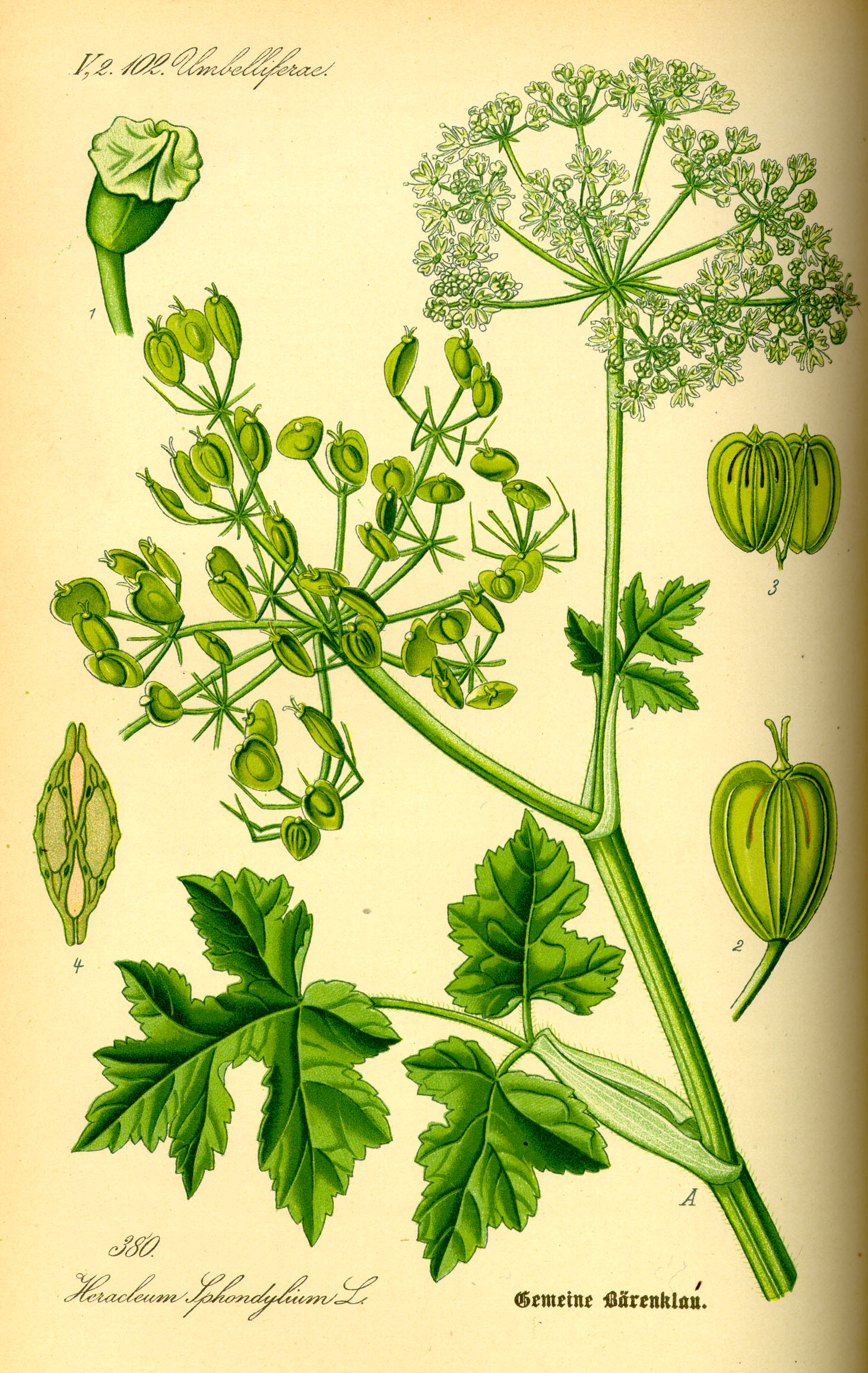
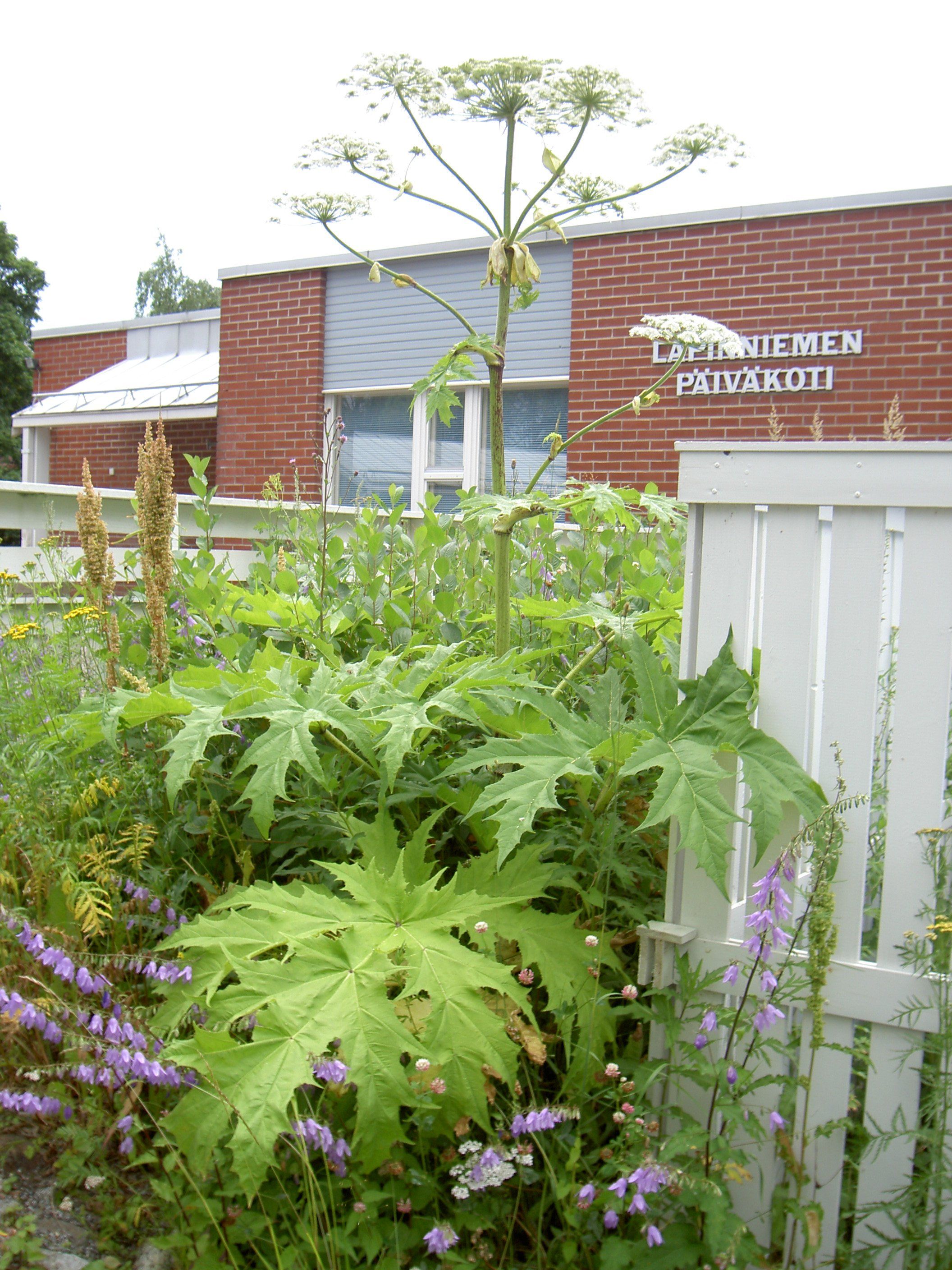
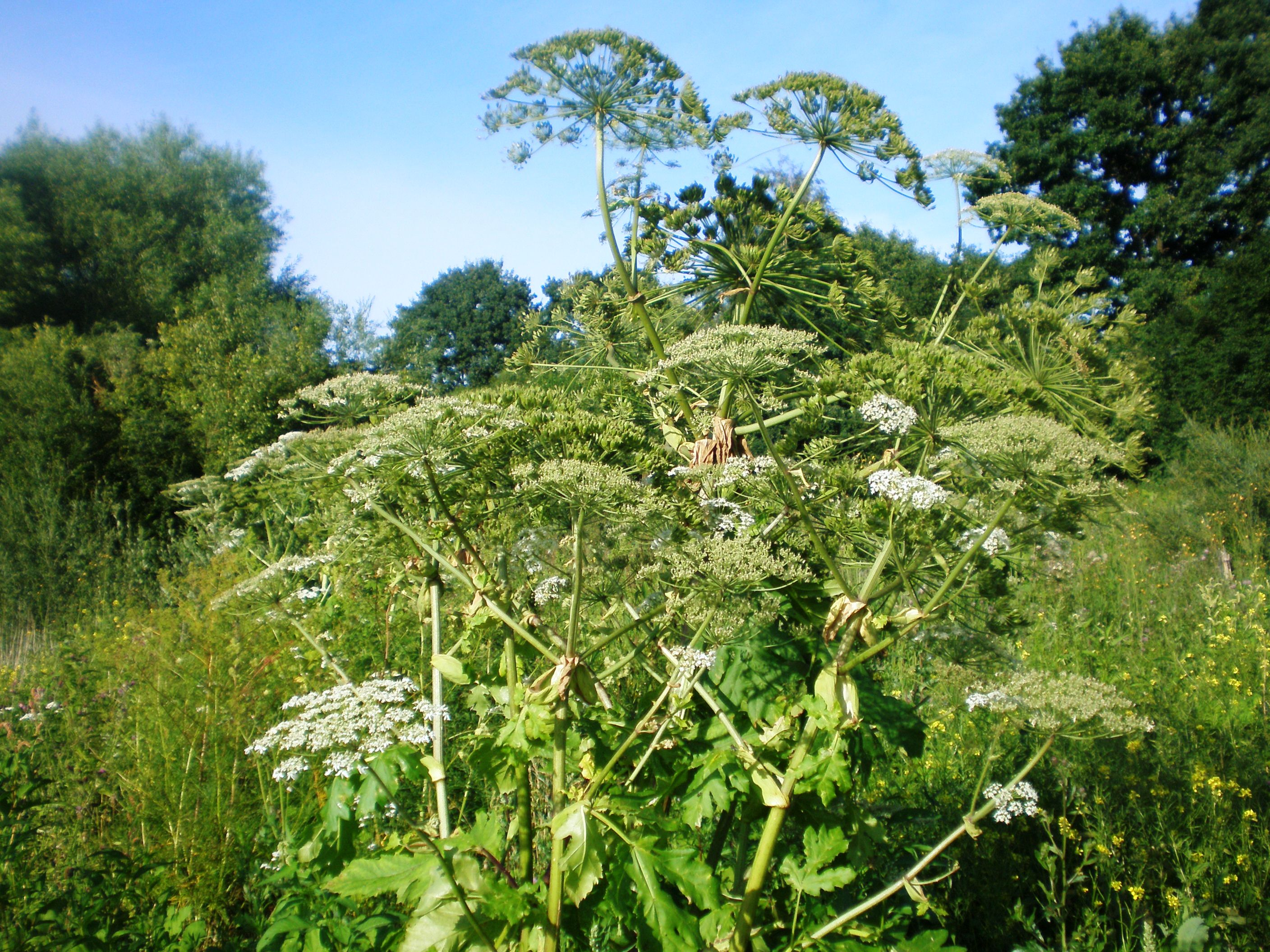